# Może by tak gdzieś pojechać
Może by tak gdzieś pojechać – ósmy album studyjny polskiej piosenkarki Danuty Stankiewicz wydany 6 lipca 1997 roku pod pseudonimem Lolita nakładem wytwórni STD.

## Lista utworów
1. Może by tak gdzieś pojechać (Renata Danel - Józef A. Grochowina)
2. Bubliczki (Sergey M. Bogomazow - Andrzej Włast)
3. Moje chryzantemy (Mitko Chterew - Jacek Bukowski)
4. Nie bój się deszczu (Adam Skorupka - Anna Warecka)
5. Nasza miłość czy nie miłość (Kazimierz Bukat - Anna K. Gajewska)
6. Miłości ślad (Wiesław Dymek - Nina Żmijewska)
7. Lolita to ja (Dariusz Trzewik, Witold Waliński - Kamil Zaworski)
8. Masówka Party Mix '97
9. Czerwone jagody (trad. - trad.)
10. Coś podobnego [Po co mi, na co mi] (Władimir Kuźmin - Jacek Korczakowski)
11. Trzeba umieć się targować (Czesław Majewski - Halina Cenarska)
12. To nie jest bluff (Wiesław Dymek - Nina Żmijewska)
13. Zrozum mnie (Wiesław Dymek - Nina Żmijewska)
14. Gdy mi ciebie zabraknie (Jerzy Abratowski - Kazimierz Winkler)

## Charakterystyka albumu
Album Może by tak gdzieś pojechać Danuty Stankiewicz to kompilacja kilku wcześniej wylansowanych, jak i premierowych piosenek z repertuaru artystki nagranych na nowo w stylu disco polo. Na płycie znalazła się jedna piosenka z pierwszej płyty artystki, oraz jedna piosenka z jej szóstego albumu, wszystkie one zostały nagrane na nowo, tak aby cały album był spójny w brzmieniu. Dodatkowo na płycie zamieszczony został mix Masówka Party '97 stanowiący kompilację powojennych pieśni masowych z okresu Stalinizmu. Wydaniem płyty zajęła się wytwórnia STD, natomiast nagranie i zaaranżowanie wszystkich utworów miało miejsce w Studio Play & Mix w Warszawie. Wydanie płyty promowano singlem, zarazem piosenką tytułową całego albumu Może by tak gdzieś pojechać, do której został nakręcony teledysk. Album oryginalnie ukazał się w formie płyty kompaktowej (STD CD 064), oraz kasety magnetofonowej (STD 217). W 2015 album miał swoją premierę w serwisie ITunes, dodatkowo później został opublikowany również w serwisie Spotify. Płyta Może by tak gdzieś pojechać stanowi drugi z trzech albumów wydanych przez Danutę Stankiewicz pod pseudonimem Lolita.

## Muzycy
- Danuta Stankiewicz – śpiew
- Beata Rozwadowska, Piotr Tomaszewski, Roman Wawreczko, Zenon Trybuła – chórki
- Witold Mix, Dariusz Play – instrumenty klawiszowe

## Realizatorzy
- Zdjęcie na okładce – Andrzej Michałowski